# Cercles de Fermières du Québec
Pour les articles homonymes, voir CFQ.
Les Cercles de Fermières du Québec (CFQ) sont des associations de femmes de type club service visant l'amélioration des conditions de vie de la femme et de la famille ainsi que la transmission du patrimoine culturel et artisanal.

## Histoire
Cinq premiers cercles sont fondés en 1915 par les agronomes Alphonse Désilets, Georges Bouchard et Raoul Dumaine. Ils sont situés à Chicoutimi, Roberval, Champlain, Saint-Agapit et Plessisville. Le mouvement prend surtout racine dans le Centre-du-Québec[réf. nécessaire]. En quelques années, des dizaines de cercles seront constitués aux quatre coins du Québec rural. Très tôt, ces cercles sont subventionnés par le ministère de l'Agriculture. Les cercles connaissent leur apogée dans les années 1980 où ils sont au nombre de 850 et réunissent plus de 75 000 membres. L'organisation, aujourd'hui vieillissante, a publié au fil de son histoire de nombreux livres sur différentes techniques culinaires et de tissage.

## Présidentes
| Élection | Nom                                |
| -------- | ---------------------------------- |
| 1919     | Mme J.P. Gamache (Constance Walsh) |
| 1922     | Mme A.O. Comiré                    |
| 1927     | Mme Amédée Fournier                |
| 1961     | Mme C. Gosselin                    |
| 1966     | Mme Adélard Jolin                  |
| 1968     | Frédéline Caron                    |
| 1974     | Marielle Primeau                   |
| 1980     | Marie Tremblay                     |
| 1986     | Noëlla Huot                        |
| 1990     | Cécile Labrecque                   |
| 1992     | Louise Déziel-Fortin               |
| 1994     | Suzanne G.-Paquin                  |
| 1995     | Louise Déziel-Fortin               |
| 1997     | Yolande Labrie                     |
| 2003     | Georgette Girard                   |
| 2009     | Louise Lagarde                     |
| 2016     | Suzanne Duchesneau                 |
| 2019     | Lucie Duguay                       |
| 2022     | Marie Parent                       |

## Logos et drapeau
À l'occasion du 100e anniversaire de fondation, en 2015, l'Association des CFQ en a profité pour moderniser son logo,. Il a été conçu par la graphiste Vivianne Roy,. Ce nouveau logo a plusieurs significations qui sont toutes une partie prenante de l'identité et de la mission des CFQ. La lettre Q représente le Québec avec, au centre, une femme en action. C’est aussi un cercle ouvert qui démontre que l'Association est prête à accueillir toutes les femmes qui désirent s’impliquer socialement et s’épanouir par la créativité.

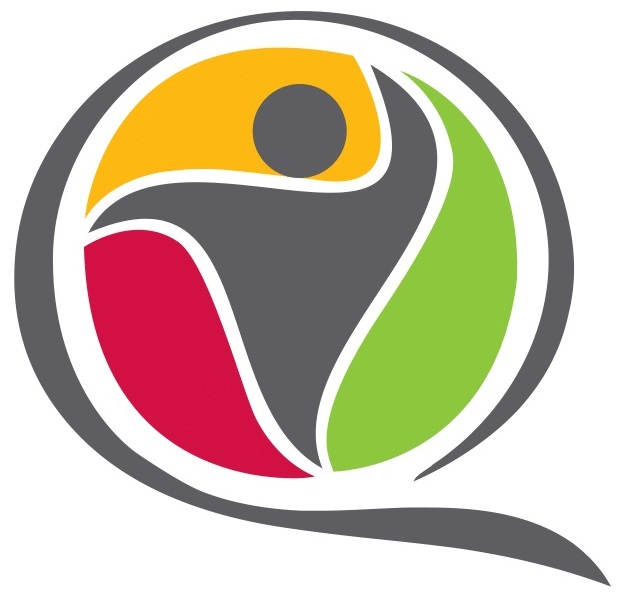
Actuel logo des Cercles de Fermières du Québec.

Les 3 formes égales à l’intérieur, mais de différentes couleurs représentent les différentes activités de la femme:
1. Le rouge représente l’éducation, la formation, le développement personnel
2. Le jaune représente le maintien de nos traditions culturelles et artisanales ainsi que le bénévolat et l’entraide
3. Le vert représente le rôle de la femme comme compagne, mère et éducatrice.

L’intérieur blanc représente la recherche de l’authenticité et de la vérité qui est à la base de la philosophie de l'Association et qui se reflète dans leur cadre d’éthique. Leur démarche vise le maintien de leurs valeurs et l’engagement dans notre vie familiale et sociale,.